# Meore Shesheleti
Meore Shesheleti (en georgiano: მეორე შეშელეთი) es una aldea que pertenece a la parcialmente reconocida República de Abjasia, dentro del distrito de Ochamchire, aunque de iure es parte del municipio de Gali de la República Autónoma de Abjasia de Georgia.

## Geografía
Meore Shesheleti se encuentra en la llanura de Samurzajano, en la orilla izquierda del río Eritskali, a 7 km de Gali. Las aldea se administra desde el pueblo de Shesheleti.    